# Assassinato de Marcelo Arruda
O assassinato de Marcelo Arruda ocorreu no dia 9 de julho de 2022 quando o guarda municipal e tesoureiro do Partido dos Trabalhadores (PT) foi assassinado por Jorge José da Rocha Guaranho, agente penitenciário federal e apoiador de Jair Bolsonaro, em Foz do Iguaçu, Paraná. O fato gerou repercussão internacional por representar o clima de polarização e violência política no ciclo das eleições gerais no Brasil em 2022.

## Antecedentes
Marcelo Aloizio de Arruda (Foz do Iguaçu, 9 de julho de 1972 – Foz do Iguaçu, 9 de julho de 2022) foi criado na favela dos Bancários, e começou a trabalhar como engraxate. Em 2003, se formou em biologia pela UniAmérica Centro Universitário. Foi candidato a vice-prefeito de Foz do Iguaçu em 2020 pelo Partido dos Trabalhadores (PT). Em relato do advogado e professor de Direito Fábio Aristimunho Vargas para a BBC News, no dia 14 de maio ele e Marcelo palestraram na Oficina da Juventude Contra a Violência, onde Arruda defendeu que "policiais de esquerda como ele é que seriam as primeiras vítimas numa eventual escalada autoritária no país, (...) para evitar que repassassem conhecimento estratégico a uma resistência democrática". À época de sua morte, Marcelo era tesoureiro do partido, guarda municipal há 28 anos, e diretor do Sindicato dos Servidores Municipais de Foz (Sismufi). Ele era casado e tinha quatro filhos, incluindo um bebê de um mês de idade. No dia 9 de julho de 2022, Marcelo comemorava seu aniversário de 50 anos numa festa com o tema do PT e do ex-presidente do Brasil Luiz Inácio Lula da Silva. A comemoração era realizada na sede da Associação Esportiva Segurança Física Itaipu, na Vila A. O evento se iniciou às 18h.
Jorge José da Rocha Guaranho é policial penal federal desde 2010, e se descreve nas redes sociais como cristão, conservador, contrário ao aborto, armamentista e bolsonarista. Em suas redes sociais, a maioria de suas postagens são em apoio a Bolsonaro e a suas pautas, e incluem críticas à Rede Globo e a Alexandre de Moraes; assim como uma selfie com Eduardo Bolsonaro. Em 2018, Guaranho foi detido por desacato a policiais militares em Guapimirim, Rio de Janeiro. Ele chegou a responder por uma sindicância interna, que foi arquivada. Em outubro de 2019, se desentendeu com seguranças de uma festa em Capanema, onde foi registrado um boletim de ocorrência pela Polícia Militar. Não houve condenação em nenhum dos casos. Estava cursando medicina na Cidade do Leste. Ele era secretário da diretoria da Associação Esportiva Segurança Física Itaipu, onde ocorria a festa de aniversário de Marcelo Arruda, mas não o conhecia anteriormente e não havia sido convidado para o evento.

## Assassinato

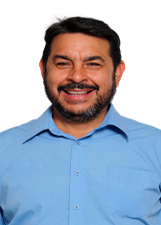
Arruda no momento de sua candidatura a vice-prefeito em 2020.

A festa de aniversário de Marcelo Arruda ocorria nas dependências da Aresf, clube formado por agentes de segurança pública e privada, que recentemente havia instalado câmeras de monitoramento por todo o local. Próximo das 21h, Márcio Jacob Muller Murback, um dos diretores do clube, acessou as imagens do circuito de câmeras pelo celular e viu a comemoração de Marcelo. Márcio estava acompanhado do agente federal de execução penal, Jorge Guaranho, a cerca de 700 metros de distância, em outra associação, a Assemib. Em seu depoimento, Márcio Murback disse que Jorge Guaranho inicialmente não apresentou reação após ver as imagens através de seu celular, e que ficou por mais cerca de 3 horas no churrasco da Assemib. Depois disso Guaranho saiu da Assemib e dirigiu-se até a festa de aniversário de Marcelo Arruda, na Aresf.
A filmagem da câmera de segurança mostra um carro branco manobrando em frente à entrada da festa de aniversário de Marcelo Arruda às 23h40. O motorista é Jorge José da Rocha Guaranho, apoiador de Jair Bolsonaro e agente penitenciário federal desde 2010. Guaranho não era conhecido por ninguém da festa e não fora convidado. Uma mulher (esposa de Guaranho) e uma criança pequena (seu filho) também estavam no carro. Segundo a antiga delegada do caso, Iane Cardoso, Guaranho estaria tocando uma música relacionada a Bolsonaro no carro, com o refrão "O mito chegou e o Brasil acordou". Marcelo Arruda se dirige até o motorista tentando falar com ele, que aparenta gritar com Marcelo; segundo testemunhas, Guaranho expressou seu apoio ao presidente Bolsonaro. Marcelo então apanha um punhado de terra de um canteiro próximo e atira na direção do motorista, que por sua vez saca uma arma e aponta na direção de Marcelo. Neste momento, a esposa de Marcelo se dirige até o veículo, tentando conversar com os envolvidos. A esposa de Guaranho, dentro do veículo, abre a porta traseira, pede que seu marido pare e implora para eles irem embora. Conforme outros convidados se aproximam, Guaranho deixa o local acelerando seu veículo bruscamente.
A mesma câmera de segurança mostra a volta de Guaranho ao local às 23h51. Ele chega sozinho, estaciona o veículo e desce do carro já empunhando uma arma. A esposa de Marcelo Arruda, na entrada do local, mostra seu distintivo de policial civil e ordena que Guaranho abaixe a arma, porém ele a ignora. Eles discutem brevemente enquanto Guaranho mira em direção ao interior da festa, ele então atira algumas vezes e entra correndo no local. Nas imagens de circuito interno de monitoramento é possível ver que, ao ser atingido por um dos tiros disparados por Guaranho, Marcelo Arruda coloca a mão na altura da cintura e cai no chão do salão, rastejando em busca de abrigo embaixo de uma mesa. O atirador então adentra o local preparado para executar Marcelo, que estava prostrado ao chão, porém uma intervenção de última hora da esposa de Marcelo desequilibra o atirador e o derruba, mas não antes que Guaranho conseguisse efetuar um tiro em curta distância em Marcelo Arruda. Neste momento, a vítima começa a revidar os disparos de Guaranho, que tenta se levantar e fugir em direção à porta dos fundos, mas é alvejado múltiplas vezes até cair de costas no chão. Com o fim do tiroteio alguns homens se aproximam do local, e passam a chutar Guaranho ao notarem que o criminoso ainda tenta se mover.
A Polícia Militar e o Corpo de Bombeiros chegaram ao local por volta das 0h. Marcelo Arruda e Jorge Guaranho foram levados ao Hospital Municipal de Foz do Iguaçu. Às 4h25, a morte de Marcelo Arruda foi confirmada. Seu corpo foi velado no final da tarde do dia 10, e altos quadros do PT, como sua presidente Gleisi Hoffmann, participaram do velório. O corpo de Marcelo foi sepultado às 15h30 do dia seguinte, no Cemitério Jardim São Paulo, em Foz do Iguaçu, tendo sido o evento acompanhado por centenas de pessoas.

### Versão de Francielle Sales da Silva
A esposa de Jorge Guaranho, Francielle Sales da Silva, negou o caráter político do crime, e afirmou que o encontro entre Marcelo Arruda e Guaranho foi mera coincidência. Segundo ela, seu marido estaria fazendo rondas na Aresf quando o crime aconteceu, e que Guaranho teria sido provocado por Arruda primeiro, por estar escutando a música Bolsonarista "O mito chegou". Francielle sustentou que seu marido não esperava ser recebido de forma agressiva, pois lhe contaram que havia muitos policiais na festa de Marcelo Arruda. Ela testemunhou que seu marido teria mostrado a arma apenas quando Arruda jogou terra no carro, e que ele ficou muito aborrecido pois pessoas de dentro da festa teriam jogado terra e pedras no carro, o que fez com que ele fosse embora com sua família, mas também fez com que decidisse voltar até o local para "tirar satisfação". Ela alegou que seu marido não era um extremista de direita, e que o fanático seria na verdade a vítima, Marcelo Arruda.
Os diretores da associação confirmaram em depoimento que a prática de fazer essas rondas seria algo comum, porém o presidente da associação informou que apenas o caseiro Elianai Figueiredo saberia precisar melhor a frequência das rondas de Guaranho. Quando questionado, o caseiro respondeu que recordava-se que o investigado havia realizado apenas uma dessas rondas, cerca de 8 meses antes. Jorge Guaranho fora secretário da Aresf, porém havia se desligado da diretoria por volta daquele mesmo período de tempo, segundo seus colegas. O laudo feito pela Polícia Científica refutou a hipótese de que Arruda teria jogado pedras no carro.

## Investigação
O secretário de Segurança Pública de Foz do Iguaçu, Marcos Antonio Jahnke, lamentou a morte e afirmou que a Polícia Civil investigaria as motivações do crime: "Pelo que a gente percebeu foi uma intolerância política". Uma Comissão Parlamentar Especial foi criada para acompanhar o caso. Inicialmente, a Polícia Civil do Paraná havia informado que Guaranho havia morrido. No entanto, na tarde do dia 10 de julho, retificou a informação, dizendo que ele estava internado em estado grave, e em 12 de julho, a Secretaria de Segurança Pública do Paraná divulgou que ele estava sedado na UTI do hospital Ministro Cavalcanti em Foz do Iguaçu, sem previsão de alta. A delegada que investigava o caso era Iane Cardoso. Ela recebeu críticas pois, em sua primeira entrevista, chamou Guaranho de "vítima". Além disso, foram localizadas em suas redes sociais manifestações contra o PT. Na manhã do dia 11 de julho, foi anunciado que o governo do estado a substituiu pela delegada divisional de homicídios, Camila Cecconello. O motivo oficial da substituição, segundo a assessoria da secretaria de Segurança Pública do estado, é porque "a divisional de homicídios tem mais recursos e experiência para essa situação".
Ainda no dia 11 de julho, a pedido do Ministério Público do Paraná, a Justiça expediu o mandado de prisão preventiva de Guaranho. No dia 15, a delegada, Camila Cecconello, encerrou o inquérito e descartou a possibilidade do assassinato ter configurado crime político. Assim, a investigação e eventuais processos contra Guaranho seria realizada partindo do preceito de que ele cometeu crime comum. A medida recebeu diversas críticas de familiares da vítima, criminalistas e do PT. Advogados da família cogitaram realizar uma investigação internacional para apurar os fatos.
No dia 17 de julho, a Secretaria de Estado da Segurança Pública do Paraná anunciou que não havia previsão para enquadrar o assassinato como político, pois a antiga Lei de Segurança Nacional foi revogada pela Lei de Crimes contra o Estado Democrático de Direito, que não tipifica a situação. O órgão deu apoio ao inquérito publicado pela Polícia Civil e justificou suas ações dizendo que era uma instituição técnica e que “opiniões ou manifestações políticas estão fora de suas atribuições expressas na Constituição”.
No dia 19 de julho, O  juiz Gustavo Germano Francisco Arguello, da 3ª Vara Criminal de Foz do Iguaçu, devolveu o inquérito à Polícia Civil, pedindo novas informações. Os laudos pedidos são referentes ao confronto balístico, análise de gravador de vídeo, análise do aparelho celular do investigado, veículo automotor e do local de morte. Então, no dia 20, os procuradores de justiça Tiago Lisboa e Luís Marcelo Mafra Bernardes da Silva do Ministério Público do Paraná denunciaram Jorge por homicídio duplamente qualificado por motivo fútil e perigo comum. Também foi pontuado a motivação política do crime, indo contra a versão oferecida pela delegada Camila Cecconello. Ainda faltam os laudos periciais solicitados, mas os procuradores acreditam que os mesmos podem ser anexados posteriormente na denúncia. Guaranho terá dez dias para apresentar sua defesa, e poderá chamar até oito testemunhas.
Na mesma data, Jorge Guaranho deixou a UTI do hospital, por apresentar consciência e estabilidade em seu quadro de saúde, permanecendo sob a guarda da Polícia Militar. Guaranho possuia fragmentos de bala em sua cabeça e foi baleado na boca, braços na perna esquerda, além de ter sido acertado de raspão no pescoço. Um dia depois, por solicitação do Minsitério Público, foi autorizado que familiares e os dois advogados de defesa o visitassem. No mesmo dia, o juiz Gustavo Germano aceitou a denúncia do MP. No dia 25 de julho, o juiz deu um prazo de dois dias para que o celular de Guaranho fosse periciado. No dia primeiro de agosto, o advogado de defesa Luciano Santoro afirmou que seu cliente não se recordava do crime por causa das lesões na cabeça causadas pelos chutes que recebeu.
No dia 4 de agosto, a Justiça do Paraná negou prisão domiciliar para Guaranho alegando que seu estado de saúde é frágil, pedido que foi negado novamente no dia 10 de agosto. No mesmo dia, Guaranho recebeu alta do hospital. O juiz Gustavo Germano negou novamente o pedido, pois gostaria que Guaranho fosse preso no Complexo Médico Penal, porém a Secretaria de Segurança Pública argumenta que o complexo não poderia garantir a segurança do réu pois está passando por reestruturação física e contratação de pessoal. Além disso, Guaranho precisaria do acompanhamento do nutricionista e fonoaudiólogo, profissões que não são empregadas no complexo. Por isso, Gustavo Germano aprovou a prisão domiciliar em caráter provisório. Os familiares de Marcelo publicaram carta, onde dizem que “a possibilidade do homicida vir a ter sua prisão revogada ou convertida em prisão domiciliar nos causa perplexidade e temor, visto a periculosidade apresentada por um indivíduo que teve a audácia de cometer um ato extremo de desprezo pela vida de um ser humano”. Os advogados da família de Marcelo Arruda alertaram para possibilidade de fuga de Guaranho para o Paraguai, pois o guarda estava cursando medicina na Cidade do Leste, que faz fronteira com Foz do Iguaçú. A família pediu apoio da Alep, que respondeu que vai garantir que todas as decisões judiciais sejam cumpridas. Nas próximas semanas, a Alep faria reuniões com o Secretário de Segurança Pública do Paraná, o Procurador Geral da República, e fará uma visita ao Complexo Médico Penal. Manifestantes foram ao hospital protestar contra Guaranho. No dia 12 de agosto, sua prisão domiciliar foi revogada após a Secretaria de Segurança Pública do Paraná corrigir o comunicado anterior, dizendo que o CMP tem condições de abrigar Guaranho. Jorge está com outro detento em uma maca hospitalar em sela especial para policiais. A Sesp afirma que Guaranho passa bem, está sendo atendido por médico e pela equipe de enfermagem e foi medicado por causa da dor. O desembargador Xisto Pereira, responsável pela recusa do Habeas Corpus de Guaranho, refutou todas as argumentações da defesa, incluindo que o policial não apresenta riscos à ordem pública. Entre as jusitifcativas da recusa, está a proximidade das eleições, para evitar a sensação de impunidade.
No dia 25 de agosto, o prazo para a análise da defesa se encerrou, por isso ela pediu prorrogamento. A defesa alegou que ainda precisam ser realizados os outros laudos, e que provaria que Guaranho não cometeu homicídio baseado na ordem cronológica dos fatos. A primeira audiência foi marcada para o dia 14 de setembro por teleconferência, com possibilidade de ouvir as testemunhas no dia seguinte, caso elas não possam estar presentes.
As testemunhas relataram que estavam sendo ameaçadas. O Ministério Público afirmou estar atuando sobre o assunto.
Na primeira audiência, foram ouvidas dez pessoas convocadas pela acusação e uma pela defesa. Entre os convocados estavam o próprio Jorge Guaranho, sua esposa, Francielle Sales da Silva, a viúva Pamela Silva e amigos de Marcelo arruda. No segundo dia, foram ouvidos as testemunhas de defesa e o réu. As audiências foram acompanhadas pelos advogados de defesa de ambas as partes e dois promotores do ministério público, Marcelo Mafra e Tiago Lisboa. Mesmo sendo convocado, Guaranho não prestou depoimento, pois a defesa usou a tese de que ele teria perdido a memória por causa dos chutes que recebeu. Uma audiência foi marcada para o dia 28, após a conclusão do laudo do local do assassinato.
No dia 19 de outubro, o Ministério Público do Paraná apresentou documento solicitando a manutenção da prisão preventiva de Guaranho e reiterando o caráter político do crime, que já foi reconhecido pelo Superior Tribunal de Justiça. Sua sentença também ganhou o agravante por colocar a vida dos outros participantes da festa em perigo e foi defendido que o réu vá para júri popular.
No dia 1 de dezembro, o juiz Gustavo Germano entendeu que o crime teve motivação política, e definiu que Guaranho passaria por juri popular, ainda cabendo recurso.
No dia 13 de fevereiro de 2023, a Justiça determinou que Guaranho pagasse uma pensão de R$ 1.312,16 para cada um dos filhos de Arruda. A pensão suspensa pelo Tribunal Regional Federal da 4ª Região por pedido da Advocacia-Geral da União no dia 17 de abril, pelo entendimento que não foram analisados outros repasses feitos pelo governo para a família, como o salário da esposa de Arruda.
O juiz Benjamim Acácio de Moura e Costa, da 1ª Câmara Criminal do Tribunal de Justiça do Paraná, em uma audiência em julho de 2024, entendeu que o réu era a verdadeira vítima, não descartando a hipótese de legitima defesa. Na sentença, Mouro e Costa disse que: ""A vítima que morreu é um ser humano violento, talvez tanto quanto o réu. […] Isso está nítido, não tem argumento. O rapaz [réu], hoje, parece que é um boca mole, ele tem todo o movimento dificultado, ele é uma pessoa que teve uma redução de virilidade, virou um minguado". O juiz defendeu o trancamento da ação penal e a investigação da viúva de Arruda.
Em 12 de setembro de 2024, o Tribunal de Justiça do Paraná autorizou a prisão domiciliar com uso de tornozeleira eletrônica para Jorge Guaranho. No dia seguinte, o reú deixou a penitenciária.

### Laudos
O laudo balístico emitido pelo Instituto de Criminalística do Paraná aponta que Guaranho deu três tiros, enquanto Marcelo disparou treze vezes. Ambas armas usadas eram pistolas semiautomáticas em perfeito estado, sendo a .40 de Guaranho e .380 de Arruda. Já o laudo da Polícia Científica refuta a versão da esposa do réu, de que seu carro teria sido apedrejado. O laudo das câmeras de segurança mostra que dois dias após o crime, alguém apagou os registros de acesso remotamente, porém a filmagem está preservada e inalterada.

### Investigações paralelas

#### Agressão a Jorge Guaranho
A Polícia Civil do Paraná abriu inquérito para investigar se houve crime na conduta de três indivíduos que desferiram chutes na cabeça e nas costelas do assassino Jorge Guaranho enquanto ele estava caído no chão, logo após ser baleado por sua vítima, o aniversariante Marcelo Arruda.

#### Envolvimento de Claudinei Coco Esquarcini
Em depoimento, o vigilante José Augusto Fabri afirma que não é comum que pessoas não autorizadas tenham acesso à câmera, e o responsável pela liberação do acesso era Claudinei Coco Esquarcini, diretor da Aresf. Claudinei e Guaranho eram conhecidos e é possível que as imagens tenham sido repassadas por ele. No dia 17 de julho, Claudinei foi encontrado morto na cidade de Medianeira. A Polícia Civil do Paraná afirma se tratar de suicídio. Havia a hipótese de que Claudinei também havia sido vítima do crime, porém uma câmera flagrou o momento em que ele morreu. Claudinei se jogou de cima do viaduto na BR-277. Porém, a Polícia Civil do Paraná ainda investiga a ligação da morte com o caso. No dia 20, o MP pediu a investigação do celular de Claudinei.

#### Regalias da Polícia Penal
Durante audiência com dois funcionários da Penitenciária Federal de Catanduvas, foi revelado que os policiais penais que o protegiam durante o tempo que estava internado foram postos à disposição por pedido de sua mulher. O uso dos serviços da polícia foi descrito pelos funcionários como "corporativismo". O Ministério Público enviou ofício a Tânia Maria Matos Ferreira relativo a documentos que detalham os serviços prestados.

## Julgamento
Em 13 de fevereiro de 2025, Jorge Guaranho foi condenado pelo Tribunal do Júri de Curitiba a 20 anos de prisão por homicídio duplamente qualificado, por motivo torpe e perigo comum, pelo assassinato de Marcelo Arruda. A presidente do júri, juíza Mychelle Pacheco Cintra Stadler, determinou a prisão imediata em regime fechado do réu condenado, que antes estava em prisão domiciliar. Stadler destacou que Guaranho cometeu o crime utilizando uma arma pertencente à União, a intolerância política que o motivou, e que a data do homicídio, 9 de julho, foi promulgada no Paraná como o Dia Estadual de Luta contra a Intolerância Política e de Promoção da Tolerância Democrática, algo que não haveria necessidade de se alertar antes deste crime. Cabe recurso da decisão.

## Repercussão

### Políticos
- Jair Bolsonaro (PL): em mensagem no Twitter, "independente das apurações", os seus eleitores que apoiarem "quem pratica violência contra opositores mude de lado e apoie a esquerda".[72] Bolsonaro acrescentou que "a esse tipo de gente, peço que por coerência mude de lado e apoie a esquerda, que acumula um histórico inegável de episódios violentos".[73] Ainda escreveu o Presidente, "o lado de lá que dá facada, que cospe, que destrói patrimônio, que solta rojão em cinegrafista, que protege terroristas internacionais, que desumaniza pessoas com rótulos e pede fogo nelas, que invade fazendas e mata animais, que empurra um senhor num caminhão em movimento".[74]
- Hamilton Mourão (Republicanos): em coletiva a imprensa, Mourão minimizou o acontecimento.[75] Mourão afirmou que "não é preocupante, não queira fazer exploração política disso aí. Vou repetir o que estou dizendo, vamos fechar esse caixão. Para mim, é um evento desses lamentáveis que ocorrem todo final de semana nas nossas cidades, de gente que briga e termina indo para o caminho de um matar o outro".[76]
- Luiz Inácio Lula da Silva (PT): em sua conta do Twitter, o ex-presidente Lula, escreveu que "precisamos de democracia, diálogo, tolerância e paz".[77][78]
- Gleisi Hoffmann (PT): A presidente do PT compareceu ao velório da vítima. Em suas redes sociais a deputada publicou a seguinte mensagem: "É com profunda tristeza que eu faço esse vídeo. Mais um querido companheiro se foi nessa madrugada. Vítima da intolerância, do ódio e da violência política, em plena celebração do seu aniversário em que comemorava o seu aniversário de 50 anos com os familiares, amigos e companheiros em Foz do Iguaçu. O nosso Marcelo Arruda foi assassinado por um bolsonarista".[79]
- Ciro Gomes (PDT): também em sua conta no Twitter, o pedetista anotou que "o ódio político precisa ser contido para evitar que tenhamos uma tragédia de proporções gigantescas. Que Deus, na sua misericórdia, interceda em favor de nós brasileiros. Pacificando nossas almas, e traga conforto às duas famílias destruídas nesta guerra absurda".[80]
- Simone Tebet (MDB): em comunicado a emedebista comentou: "lamento profundamente as mortes violentas em Foz do Iguaçu. Me solidarizo com as famílias de ambos. Mas o fato é que esse tipo de situação escancara de forma cruel e dramática o quão inaceitável é o acirramento da polarização política que avança sobre o Brasil. Esse tipo de conflito nos ameaça enormemente como sociedade. É contra isso que luto e continuarei lutando".[81]
- Rodrigo Pacheco (PSD): o presidente do Senado Federal classificou o episódio como "expressão pura do momento político de ódio".[82] No dia seguinte, Pacheco iniciou a sessão do Senado com um minuto de silêncio em homenagem ao petista Marcelo.[83]
- Arthur Lira (PP): o presidente da Câmara dos Deputados repudiou a violência em nome da Câmara, "a Câmara dos Deputados repudia qualquer ato de violência, ainda mais decorrente de manifestações políticas. A democracia pressupõe o amplo debate de ideias e a garantia da defesa de posições partidárias, com tolerância e respeito à liberdade de expressão", afirmou Lira.[84]
- Chico Brasileiro (PSD): o prefeito de Foz Iguaçu, publicou um comunicado em que disse "agradecemos ao Marcelo Arruda por toda a sua dedicação e comprometimento com o Município, o qual nestes vinte e oito anos de funcionalismo público defendeu bravamente, tanto atuando na segurança como na defesa dos servidores municipais. Desejamos à família, aos amigos e colegas de Marcelo força neste momento de dor".[85]

### Judiciário
- Alexandre de Moraes: o Ministro do Supremo Tribunal Federal (STF) usou sua conta no Twitter para dizer que "a intolerância, a violência e o ódio são inimigos da Democracia e do desenvolvimento do Brasil. O respeito à livre escolha de cada um dos mais de 150 milhões de eleitores é sagrado e deve ser defendido por todas as autoridades no âmbito dos 3 Poderes".[86]

### Classe artística
- Personalidades como Luciano Huck, Zélia Duncan, José de Abreu e Antonio Tabet também repudiaram a morte do petista.[87]

### Imprensa
A imprensa no geral focou na polarização política durante as eleições de 2022. Bolsonaro, porém, acusou a imprensa de colocar a culpa do assassinato nele.
Os órgãos de imprensa estatais Empresa Brasil de Comunicação e TV Brasil omitiram as posições políticas dos envolvidos. A EBC publicou que “Polícia do Paraná investiga morte de guarda municipal em Foz do Iguaçu”, e a TV Brasil que “Guarda municipal é morto após troca de tiros”.

### Imprensa internacional
A imprensa internacional também repercutiu o caso, incluindo os jornais franceses Le Parisien e Le Figaro, o argentino Infobae, o espanhol El País e a agência britânica Reuters. Outros veículos que noticiaram o fato estão os americanos CNN e The Washington Post e a emissora estatal PBS.

### Manifestações
No dia 14 de agosto, dia dos pais, família e amigos de Marcelo Arruda fizeram manifestação na Igreja Nossa Senhora de Guadalupe, com cartazes com dizeres como "1º Dia dos Pais sem nosso pai".
Antes da primeira audiência, familiares do petista protestaram em frente ao fórum, com cartaz onde se lia "Marcelo Arruda presente". Durante a audiência, a mãe de Guaranho, Dalvalice Rocha, declarou que seu filho foi provocado pelo petista.

### Homenagens
A Lei Municipal 5.134/2022, que regula a promoção de guardas municipais, leva o nome de Arruda.

### Demissão
No dia 19 de março de 2024, o ministro da Justiça e Segurança Pública no governo Lula, Ricardo Lewandowski, demitiu o policial penal Jorge Guaranho.

## Impacto nas eleições

### Presidenciáveis
Jair Bolsonaro ia mal nas intenções de voto para a eleição presidencial de 2022, por isso seus aliados insistiam que o presidente deixasse de lado o discurso de ódio. Intermediada pelo deputado Otoni de Paula (MDB-RJ), Bolsonaro realizou uma vídeo-chamada com José e Luiz Arruda, dois irmãos da vítima Marcelo Arruda, que são seus apoiadores. Durante essa vídeo-chamada, o presidente lamentou o ocorrido, atacou a esquerda e queixou-se da forma como a mídia vêm enquadrando a questão, por ele entender que o caso repercute negativamente na campanha pela sua reeleição em 2022. Por fim, o presidente convidou-os para uma coletiva de imprensa. Os irmãos Arruda não disseram se aceitariam o convite, mas afirmaram a Bolsonaro que não desejavam que a morte de seu irmão fosse explorada politicamente.  Ainda, Bolsonaro chegou a dizer que as pessoas que chutaram Jorge após o assassinato eram petistas, porém voltou a se encontrar com o irmão de Marcelo e pediu desculpas por ter divulgado uma notícia falsa. Otoni de Paula diz que ele foi o responsável por passar acidentalmente a informação errada ao presidente.
Ao tomar conhecimento da existência da vídeo-chamada através da imprensa, a viúva classificou o caso como um "absurdo", e afirmou que o presidente deturpa a história real ao dizer que o assassino não foi até a festa por motivação política. O candidato à presidência Luiz Inácio Lula da Silva criticou o encontro, dizendo que ele tinha motivações eleitorais. A SECOM proibiu a divulgação do vídeo para evitar trazer conotação eleitoral ao encontro.
Por causa da violência política, a Polícia Federal classificou a segurança do ex-presidente como risco máximo, e decidiu antecipar e ampliar sua proteção durante as eleições. Em entrevista para o Uol, Lula reiterou que não teme atentados contra sua vida e que Bolsonaro tem responsabilidade pelo assassinato de Marcelo.

### Partidos
No dia 12 de julho, a coligação de pré-campanha do ex-presidente Lula entregou pedido ao Procurador-Geral da República (PGR), peticionando para que o caso do assassinato de Marcelo Arruda fosse remetido à Justiça Federal. No mesmo dia, o Procurador Geral recebeu outro pedido, desta vez por parte dos congressistas dos partidos de oposição, pedindo que o presidente Jair Bolsonaro fosse investigado pelo crime de incitação ao ódio e à violência.
Preocupados com a escalada da violência política durante as votações, os partidos Partido dos Trabalhadores (PT), Partido Socialista Brasileiro (PSB), Partido Comunista do Brasil (PCdoB), Partido Verde (PV), Rede Sustentabilidade (REDE), Partido Socialismo e Liberdade (PSOL) e Solidariedade assinaram um requerimento para análise de um projeto de lei que propõe a suspensão do porte de armas na semana anterior ao pleito e nos 7 dias seguintes. Os deputados Alencar Santana (PT), Reginaldo Lopes (PT), Afonso Florence (PT), Renildo Calheiros (PC do B), André Peixoto Figueiredo Lima (PDT), Joenia Wapichana (REDE), Wolney Queiroz Maciel (PDT), Bira do Pindaré (PSB) e João Carlos Bacelar Batista (PV) enviaram uma consulta no dia 13 de Julho de 2022, para o ministro Alexandre de Moraes, do Tribunal Superior Eleitoral (TSE), sondando a possibilidade desta corte proibir a circulação de pessoas armadas em locais de votação e sessões eleitorais, estabelecendo que o porte de armas nestes locais seja restrito ao pessoal das forças de segurança do país.
A consulta sobre a proibição das armas nos locais de votação foi entregue ao TSE juntamente com duas representações feitas pelos partidos PT, PSB, PC do B, PV, Rede, PSOL e Solidariedade. A primeira dessas representações pede que o TSE adote medidas para evitar e punir casos de violência política. A segunda representação pede que a Corte determine que Bolsonaro deixe de proferir discursos de ódio ou incitação à violência, ainda que de forma velada, e que o chefe do Executivo seja obrigado a condenar “de forma clara e inequívoca” em suas redes sociais todos os atos de discriminação e violência política, a começar pelo homicídio de Marcelo Arruda. A representação pede ainda que Bolsonaro sofra multa de R$ 1 milhão, caso venha a praticar essas condutas. No dia 20 de Julho de 2022, o ministro Alexandre de Moraes recebeu as representações junto ao TSE e determinou que o presidente Jair Bolsonaro se manifestasse sobre elas no prazo de 48 horas. No mesmo dia, a defesa do presidente alegou que Jair Bolsonaro não pode responder pelos atos de seus simpatizantes, uma vez que este não os controla.
No dia 25 de julho, a Comissão de Direitos Humanos da Câmara dos Deputados encaminhou documento para a ONU com outros treze relatos de violência política praticada por bolsonaristas, incluindo outros dois assassinatos. Eles são Moa do Katendê, morto a facadas em 2018, e Antônio Carlos Rodrigues Furtado, morto a socos e chutes em 2019. Ambos foram mortos por bolsonaristas após discussões políticas.
No dia 9 de agosto, a Procuradoria Geral da República disse ao Valor Econômico que não federalizará o caso pois os prazos da investigação foram cumpridos, os órgãos públicos têm feito um trabalho eficiente e que há poucas chances do Brasil ser responsabilizado internacionalmente pela violação de direitos humanos.